# 1820

## Родени
- Желю войвода, български войвода
- Никола Богориди, османски политик
- Георги Зимбилев, български просветен деец
- Димитър Лютаков, български революционер
- Сава Доброплодни, български просветен деец
- 11 януари – Александър Серов, руски композитор и музикален критик († 1871 г.)
- 20 март – Александру Йоан Куза, румънски владетел
- 27 април – Хърбърт Спенсър, английски философ
- 5 май – Сергей Соловьов, руски историк
- 5 юли – Уилям Ранкин, шотландски физик
- 28 юли – Фьодор Радецки, руски офицер
- 24 септември – Александър Дондуков-Корсаков, руски генерал и държавник
- 26 октомври – Натанаил Охридски, български духовник
- 14 ноември – Ансън Бърлингейм, американски политик
- 28 ноември – Фридрих Енгелс, немски философ

## Починали
- Альойзи Фелински, полски поет, драматург и преводач
- 29 януари – Джордж III, крал на Великобритания и Ирландия и по-късно на Обединеното кралство
- 16 февруари – Николаус Опел, германски зоолог
- 11 март – Бенджамин Уест, американски живописец
- 12 март – Александър Маккензи, Шотландско-канадски изследовател

Вижте също:
- календара за тази година